# Fabric
Fabric (ang. tkanina, struktura), także znane jako switched fabric, switching fabric (brak polskiego odpowiednika dla tej nazwy) jest topologią sieci, w przypadku której węzły sieci łączą się ze sobą za pośrednictwem jednego lub więcej przełączników sieciowych (tzw. switchy) - zwykle w opozycji do topologii pętli (loop). Określenie to występuje zazwyczaj w telekomunikacji, w kontekście sieci o wysokiej przepustowości (m.in. Storage Area Network, InfiniBand).